# Вулиця Марка Кропивницького (Хмельницький)
Ву́лиця Ма́рка Кропивни́цького — вулиця у північній частині міста Хмельницький (мікрорайон Заріччя), пролягає від проспекту Миру до вулиці Озерної. Виникла у 1990 році.

## Підприємства

### Марка Кропивницького, 7. Макаронна фабрика
Заснована 1930 року, розташовувалася в невеличких приміщеннях на перехресті вул. Шевченка та Дзержинського (нині — Свободи). 1987 року здано в експлуатацію нові виробничі потужності макаронної фабрики на вулиці Галана.

## Перейменування вулиці
В рамках декомунізації в лютому 2016 року вулицю Галана перейменували на честь Марка Кропивницького (1840—1910) — письменника, драматурга, театрального актора, одного з фундаторів українського професійного театру.